# Peet Petersen
Peter Hendrik (Peet) Petersen (Amsterdam, 18 maart 1941 - Amsterdam, 27 december 1980) was een Nederlands voetballer. Hij was viervoudig international en speelde als linksbuiten voor Ajax, NAC en De Volewijckers.

## Loopbaan

### Beginjaren
Petersen doorliep de jeugdopleiding van Ajax. In het eerste jaar na zijn overgang naar de senioren werd hij kampioen met het tweede elftal in het seizoen 1959/60. Daarna werd hij contractspeler bij Ajax. Zijn officiële debuut was op 17 augustus 1960 uit tegen Zeist in het bekertoernooi. Ajax won met 2-8 en Petersen scoorde eenmaal. Een maand later, op 4 september, debuteerde hij in de competitie thuis tegen PSV (0-0).
Hij veroverde in het seizoen 1962/63 een basisplaats. 

### Nederlands elftal
Hij speelde vier interlands voor het Nederlands elftal. Hij debuteerde als 21-jarige op 1 april 1962 uit tegen België (3-1 verlies), terwijl hij bij Ajax op dat moment geen vaste basisspeler was. Hij kwam in beeld omdat de internationals van Feijenoord zich toen niet beschikbaar stelden en Piet Keizer moest afzeggen vanwege griep.

### Scoren tegen Brazilië
Zijn tweede interland speelde hij een jaar later, op 2 mei 1963. Hij was invaller voor Coen Moulijn die daags voor de wedstrijd afhaakte vanwege een enkelblessure. Petersen werd de matchwinnaar tegen regerend wereldkampioen Brazilië met sterspeler Pelé in het elftal. De Ajax-aanvaller scoorde vlak voor tijd het winnende doelpunt (1-0) in het Olympisch Stadion.
Hij speelde op 20 en 30 oktober 1963 zijn twee laatste interlands waarin hij de voorkeur kreeg boven Coen Moulijn.

### Weg bij Ajax
De nieuw aangestelde Ajax-coach Rinus Michels liet de Amsterdammers in het seizoen 1964/65 overschakelen van het stopperspilsysteem naar 4-2-4, waardoor linksbinnen Piet Keizer linksbuiten werd. Dit kostte Petersen z'n basisplaats en hij vertrok in de zomer van 1965 naar NAC. Hij promoveerde met NAC naar de Eredivisie maar hij keerde na een jaar terug naar Amsterdam. De Volewijckers kocht de aanvaller voor 45.000 gulden.

### Knieblessure
Bij zijn nieuwe club De Volewijckers sloeg na vier duels het noodlot toe. Hij liep op 28 augustus 1966 in de thuiswedstrijd tegen Blauw-Wit een zware knieblessure op. In december volgde een operatie en hij was voor de rest van het seizoen uitgeschakeld. In het volgende jaar kon hij eerst niet tot overeenstemming komen over zijn contract. Hij maakte zijn rentree op 12 november 1967 thuis tegen Vitesse. Maar hij haalde niet meer zijn oude niveau en stopte na dat seizoen als profvoetballer.
In het dagelijks leven was Petersen aanvankelijk docent lichamelijke oefening (gymleraar). Na enkele jaren verliet hij het onderwijs om in dienst te treden bij de zaak van zijn schoonfamilie: schoenensalon Leloux in de Kalverstraat.
Hij deed in 1963 mee aan de film Mensen van Morgen van Kees Brusse, waarin jonge mensen vertellen over hun leven en hun verwachtingen.
Peet Petersen overleed op 39-jarige leeftijd na een ernstige ziekte op 27 december 1980.
Hij was getrouwd met Leni Leloux en had een dochter.

## Clubstatistieken
| Seizoen         | Club            | Land            | Competitie      | Competitie | Competitie | Beker | Beker | Internationaal | Internationaal | Overig | Overig | Totaal | Totaal |
| Seizoen         | Club            | Land            | Competitie      | Wed.       | Dlp.       | Wed.  | Dlp.  | Wed.           | Dlp.           | Wed.   | Dlp.   | Wed.   | Dlp.   |
| --------------- | --------------- | --------------- | --------------- | ---------- | ---------- | ----- | ----- | -------------- | -------------- | ------ | ------ | ------ | ------ |
| 1960/61         | Ajax            | Nederland       | Eredivisie      | 9          | 2          | 6     | 3     | 2              | 0              | 0      | 0      | 17     | 5      |
| 1961/62         | Ajax            | Nederland       | Eredivisie      | 11         | 1          | 0     | 0     | 2              | 1              | 0      | 0      | 13     | 2      |
| 1962/63         | Ajax            | Nederland       | Eredivisie      | 21         | 5          | 1     | 0     | 0              | 0              | 0      | 0      | 22     | 5      |
| 1963/64         | Ajax            | Nederland       | Eredivisie      | 22         | 3          | 5     | 0     | 0              | 0              | 0      | 0      | 27     | 3      |
| 1964/65         | Ajax            | Nederland       | Eredivisie      | 25         | 7          | 1     | 0     | 0              | 0              | 0      | 0      | 26     | 7      |
| 1965/66         | NAC             | Nederland       | Eerste divisie  | 21         | 3          | 3     | 1     | 0              | 0              | 0      | 0      | 24     | 4      |
| 1966/67         | De Volewijckers | Nederland       | Eerste divisie  | 4          | 0          | 0     | 0     | 0              | 0              | 0      | 0      | 4      | 0      |
| 1967/68         | De Volewijckers | Nederland       | Eerste divisie  | 11         | 0          | 2     | 0     | 0              | 0              | 0      | 0      | 13     | 0      |
| Carrière totaal | Carrière totaal | Carrière totaal | Carrière totaal | 124        | 21         | 18    | 4     | 4              | 1              | 0      | 0      | 146    | 26     |